# Edwin Felix Thomas Atkinson
Edwin Felix Thomas Atkinson (Tipperary, 6 settembre 1840 – Calcutta, 15 settembre 1890) è stato un entomologo irlandese.
Atkinson era un avvocato specializzato in diritto indiano su cui scrisse diversi libri. Si unì al servizio civile indiano nel 1862. Pubblicò anche un dizionario geografico dell'India nord-occidentale. Morì dalla malattia di Bright.

## Opere
- 1875 Descriptive and Historical Account of the Aligarh District, Oxford University Press
- 1885. Notes on Indian Rhynchota; Heteroptera. No. 4. J. Asiat. Soc. Beng. 57: 118-184
- 1886. Notes on Indian Rhynchota; Heteroptera. No. 5. J. Asiat. Soc. Beng. 58: 20-109
- 1890. Catalogue of the Insecta. Order Rhynchota. Suborder Hemiptera-Heteroptera. Family Capsidae. J. Asiat. Soc. Beng. (Nat. Sci. Suppl.)58: 25-200